# فهرست آثار ثبت‌شده ایران در یونسکو
فهرست تمام آثار و میراث وابسته به ایران که در یونسکو ثبت شده‌اند.

## میراث جهانی (۲۸)
- فهرست میراث جهانی در ایران (انگلیسی)

1. چغازنبیل، شوش (۱۹۷۹)[۱]
2. میدان نقش جهان، اصفهان (۱۹۷۹)[۱]
3. تخت جمشید، استان فارس (۱۹۷۹)[۱]
4. تخت سلیمان، تکاب، استان آذربایجان غربی (۲۰۰۳)[۱]
5. بم و چشم‌انداز تاریخی آن، استان کرمان (۲۰۱۳/۲۰۰۴)[۱]
6. پاسارگاد، استان فارس (۲۰۰۴)[۱]
7. گنبد سلطانیه، استان زنجان (۲۰۰۵)[۱]
8. بیستون، استان کرمانشاه (۲۰۰۶)[۱]
9. مجموعه قره کلیسا، استان آذربایجان غربی (۲۰۰۸)[۱]
10. سازه‌های تاریخی آبی شوشتر، استان خوزستان (۲۰۰۹)[۱]
11. بازار تبریز، استان آذربایجان شرقی (۲۰۱۰)[۱]
12. آرامگاه شیخ صفی‌الدین اردبیلی (۲۰۱۱)[۱]
13. نُه باغ ایرانی: اکبریه بیرجند، فین کاشان، شاهزاده ماهان، چهلستون اصفهان، عباس‌آباد بهشهر، ارم شیراز، پاسارگاد شیراز، دولت‌آباد یزد، پهلوان‌پور یزد (۲۰۱۱)[۱]
14. برج گنبد قابوس، استان گلستان (۲۰۱۲)[۱]
15. مسجد جامع اصفهان (۲۰۱۲)
16. کاخ گلستان، تهران (۲۰۱۳)[۱]
17. شهر سوخته، استان سیستان و بلوچستان (۲۰۱۴)
18. منظره فرهنگی میمند، شهربابک، استان کرمان (۲۰۱۵)
19. شوش، استان خوزستان (۲۰۱۵)
20. یازده قنات ایرانی: قصبه گناباد، بلده فردوس، زارچ یزد، آسیاب آبی میرزا نصرالله مهریز، جوپار کرمان، ابراهیم‌آباد اراک، وزوان و مزدآباد اصفهان، قنات دو طبقه مون اردستان، قنات‌های دوقلوی اکبرآباد و قاسم‌آباد بروات بم (۲۰۱۶)
21. کویر لوت، استان‌های سیستان و بلوچستان، خراسان جنوبی، کرمان (۲۰۱۶)
22. یزد، استان یزد (۲۰۱۷)
23. منظر باستانی ساسانی، استان فارس (۲۰۱۸)
24. جنگل‌های هیرکانی، استان‌های گلستان، مازندران، گیلان (۲۰۱۹)
25. راه‌آهن سراسری ایران (۲۰۲۱)
26. منظر فرهنگی اورامانات (۲۰۲۱)
27. کاروانسراهای ایران، مجموع ۵۴ کاروانسرای تاریخی(۲۰۲۳)
28. هگمتانه (۲۰۲۴) [۲]

## میراث فرهنگی ناملموس (۲۱)
- فهرست میراث فرهنگی ناملموس در ایران

1. ردیف موسیقی سنتی ایرانی (۲۰۰۹)[۳]
2. هنر نمایشی آیینی تعزیه (۲۰۱۰)[۳]
3. آیین پهلوانی و زورخانه‌ای (۲۰۱۰)[۳]
4. موسیقی بخشی‌های خراسان شمالی (۲۰۱۰)[۳]
5. مهارت فرش‌بافی کاشان (۲۰۱۰)[۳]
6. مهارت فرش‌بافی فارس (۲۰۱۰)[۳]
7. نقالی ایرانی؛ قصه‌گویی نمایشی (۲۰۱۱)[۳]
8. دانش ساخت لنج و دریانوردی با لنج در خلیج فارس (۲۰۱۱)[۳]
9. آیین قالی‌شویان مشهد اردهال (۲۰۱۲)[۳]
10. فرهنگ پخت نان لواش (۲۰۱۶)
11. نوروز (۲۰۱۶)[۳]
12. هنر ساختن و نواختن کمانچه (۲۰۱۷)[۴]
13. چوگان، بازی سوار بر اسب همراه با روایت‌گری و موسیقی(۲۰۱۷)[۵]
14. هنر ساختن و نواختن دوتار (۲۰۱۹)[۶]
15. نگارگری ایرانی (۲۰۲۰)[۷]
16. آیین زیارت کلیسای تادئوس (۲۰۲۰)
17. خوشنویسی ایرانی (۲۰۲۱)
18. آیین مراسم سینه‌زنی قطاری در شهر شیراز ( ۱۱۰۶)
19. آیین چاووش خوانی اول محرم در بوانات (۱۴۴۴)

## حافظه جهانی (۱۰)
- حافظه جهانی ثبت‌شده در ایران (انگلیسی)

1. شاهنامه بایسنقری (۱۳۸۶)[۸]
2. وقف‌نامه ربع رشیدی اثر رشیدالدین فضل‌الله همدانی دربارهٔ شرح و توضیح املاک وقف‌شده برای شهرک علمی ربع رشیدی (۱۳۸۶)[۸]
3. مجموعه اسناد اداری دوره صفویه آستان قدس رضوی (۱۳۸۸)[۸]
4. التفهیم اثر ابوریحان بیرونی دربارهٔ اخترشناسی و هندسه (۱۳۹۰)[۸]
5. خمسه نظامی اثر نظامی گنجوی (۱۳۹۰)[۸]
6. مجموعه برگزیده نقشه‌های دوره قاجار ایران در مرکز اسناد و تاریخ دیپلماسی وزارت امور خارجه (۱۳۹۲)[۸]
7. ذخیره خوارزمشاهی اثر اسماعیل جرجانی با موضوع پزشکی (۱۳۹۲)[۸]
8. مسالک‌الممالک اصطخری اثر اصطخری، دربارهٔ جغرافیا (۲۰۱۵)[۹]
9. کلیات سعدی (۲۰۱۵)[۱۰]
10. جامع‌التواریخ (۲۰۱۷)

## ذخیره‌گاه‌های زیست‌کره (۱۳)
- رده ذخیره‌گاه‌های زیست‌کره ایران[۱۱]
- فهرست ذخیره‌گاه زیست‌کره در ایران (انگلیسی)

1. ارسباران (۱۹۷۶)[۱۲]
2. دشت ارژن و دریاچه پریشان (۱۹۷۶)[۱۲]
3. گنو (۱۹۷۶)[۱۲]
4. پارک ملی گلستان (۱۹۷۶)[۱۲]
5. حرا (۱۹۷۶)[۱۲]
6. دشت کویر (۱۹۷۶)[۱۲]
7. دریاچه ارومیه (۱۹۷۶)[۱۲]
8. میانکاله (۱۹۷۶)[۱۲]
9. توران (۱۹۷۶)[۱۲]
10. دنا (۲۰۱۰)[۱۲]
11. تنگ صیاد (۲۰۱۵)
12. دریاچه هامون (۲۰۱۶)
13. کپه‌داغ (۲۰۱۸)

## برنامه مشاهیر یونسکو
- فهرست برنامه مشاهیر یونسکو

1. هزارمین سال تولد ابن سینا، دانشمند بزرگ ایرانی (۱۹۸۰)[۱۳]
2. هشتصدمین سال تولد شیخ مصلح الدین سعدی شیرازی، شاعر و ادیب پرآوازه ایرانی (۱۹۸۴)[۱۳]
3. نهصدمین سال به طبق تاریخی هجری- قمری امام محمد غزالی، دانشمند برجسته ایرانی (۱۹۸۵)[۱۳]
4. نهصدمین سال وفات خواجه عبدالله انصاری، عارف بزرگ ایرانی (۱۹۸۹)[۱۳]
5. ششصدمین سال وفات خواجه محمد شمس الدین محمد حافظ شیرازی (۱۹۸۹)[۱۳]
6. هزارمین سال گردآوری نسخه برجسته خطی شاهنامه فردوسی، شاعر بزرگ و حماسه سرای ایرانی (۱۹۹۰)[۱۳]
7. چهارصدمین سال تولد صائب تبریزی (۱۹۹۵)[۱۳]
8. نهصدمین سال وفات حکیم عمرخیام، شاعر پرآوازه ایرانی (۱۹۹۶)[۱۳]
9. ششصدمین سال تولد عبدالرحمان محمد جامی، شاعر و ادیب بزرگ ایرانی (۱۹۹۶)[۱۳]
10. صدمین سال تولد نیما یوشیج، پدر شعر نو فارسی (۱۹۹۶)[۱۳]
11. سیصدمین سال وفات ملامحمدباقر مجلسی، دانشمند بزرگ شیعی عهد صفوی (۱۹۹۸)[۱۳]
12. هزارمین سال وفات ریاضی‌دان و منجم ابوالوفا محمدبن یحیی بوزجانی (۱۹۹۸)[۱۳]
13. صد و پنجاهمین سال وفات امیرکبیر (۲۰۰۱)[۱۳]
14. هشتصدمین سال تولد خواجه نصیرالدین طوسی (۲۰۰۱)[۱۳]
15. صدمین سال تولد ابوالحسن صبا (۲۰۰۲)[۱۳]
16. هزارمین سال تولد حکیم ناصر خسرو (۲۰۰۳)[۱۳]
17. نهصد و پنجاهمین سال تولد امام محمد غزالی، فیلسوف بزرگ ایرانی (۲۰۰۸–۲۰۰۹)[۱۳]
18. چهارصدمین سال وفات شیخ بهایی دانشمند، ریاضیدان، منجم و معمار بزرگ ایرانی (۲۰۰۸–۲۰۰۹)[۱۳]
19. هزارمین سال تدوین کتاب شاهنامه فردوسی (۲۰۱۰–۲۰۱۱)[۱۳]
20. هفتصد و پنجاهمین سال زندگی خواجه نصیرالدین طوسی دانشمند بزرگ ایرانی(۲۰۱۰–۲۰۱۱)[۱۳]
21. هفتصدمین سال وفات قطب‌الدین شیرازی، دانشمند ایرانی (۲۰۱۰–۲۰۱۱)[۱۳]
22. هزار و دویست و پنجاهمین سال تولد سیبویه درحوزه انسان‌شناسی (۲۰۱۰–۲۰۱۱)[۱۳]
23. پانصدمین سالگرد دستاوردهای عبدالعلی بیرجندی در حوزه علم نجوم (۲۰۱۲–۲۰۱۳)[۱۳]
24. هزار و صدمین سال تألیف کتاب علائق النفیسه ابن رسته اصفهانی در حوزه جغرافیا (۲۰۱۲–۲۰۱۳)[۱۳]
25. هزارمین سال دستاوردهای ابوسعید ابوالخیر (۲۰۱۲–۲۰۱۳)[۱۳]
26. هزارمین سال گردآوری کتاب قانون ابن سینا در طب (۲۰۱۲–۲۰۱۳)[۱۳]
27. هفتصدمین سال تولد می‌رسید میر سید علی همدانی، عارف و ادیب بزرگ ایرانی- ۲۰۱۴–۲۰۱۵
28. ششصدمین سال زندگی فعال عبدالقادر مراغه‌ای، اولین ردیف‌نویس موسیقی اصیل ایرانی-۲۰۱۴–۲۰۱۵
29. هشتصدمین سال تولد فخرالدین عراقی، شاعر و ادیب پرآوازه ایرانی- ۲۰۱۴–۲۰۱۵
30. هشتصدمین سال زندگی نجم‌الدین کبری، عارف بزرگ و انسان‌شناس برجسته ایرانی- ۲۰۱۴–۲۰۱۵
31. هزار و پنجاهمین سالروز تولد سید مرتضی علم الهدی، ۲۰۱۷–۲۰۱۶
32. هفتصدمین سال نگارش کتاب گلشن راز توسط شیخ محمود شبستری، ۲۰۱۷–۲۰۱۶
33. هزار و یکصد و پنجاهمین سالروز تولد محمد زکریای رازی، ۲۰۱۷–۲۰۱۶
34. هزار و هفتصد و پنجاهمین سالروز تأسیس دانشگاه جندی شاپور ۲۰۱۹–۲۰۱۸
35. هشتصد و پنجاهمین سالروز زندگی شهاب الدین یحیی بن حبش سهروردی، فیلسوف و عارف ۲۰۱۹–۲۰۱۸